# زراوند بوتا
زراوند بوتا (باللاتينية: Aristolochia bottae) نوع نباتي ينتمي إلى جنس الزراوند من الفصيلة الزراوندية. سمي على اسم عالم النبات الإيطالي الفرنسي بول إميل بوتا (بالفرنسية: Paul-Émile Botta)‏.

## الموئل والانتشار
ينتشر في بلاد الشام وسيناء وتركيا والقوقاز.